# Sha Money XL
Sha Money XL (New York, 11 februari 1976), geboren als Michael Clervoix III, is een Amerikaanse muziekproducent. Hij is oprichter van Sha Money Management, een bedrijf dat bestaat uit meerdere nieuwe muziekproducenten. Sha Money XL zorgde ervoor dat 50 Cent op meerdere geproduceerde beats van hem te horen was, waaronder "Poor Lil Rich", "Beg For Mercy" en "This Is 50". Nadat 50 Cent van Interscope Records zijn eigen label kreeg werd Money XL president van G-Unit Records. 
Money XL produceerde ook een aantal liedjes van andere bekende artiesten, waaronder die van Slim Thug, Snoop Dogg en  Paul Wall. Ook produceerde hij vier liedjes van 2Pacs laatste album Pac's Life.